# گلینگتس-دومانگوو
گلینگتس-دومانگوو (به لهستانی:  Glinice-Domaniewo) یک روستا در لهستان است که در گمینا ویننگتسا واقع شده‌است.